# 柳炳夏
柳 炳夏（りゅう へいか、ユ・ビョンハ、1931年 -）は、北朝鮮による韓国人拉致被害者。大韓民国ソウル特別市龍山区出身。大韓航空機YS-11ハイジャック事件のときの機長である。

## ハイジャックと拉致
1969年12月11日、北朝鮮工作員の趙昶煕（当時42歳）が大韓航空機YS-11ハイジャック事件を起こし、乗員乗客を平壌に連行した。解放された乗客の証言や韓国当局の発表によれば、乗客として一番前の席に座っていた趙昶煕が離陸後機長室に侵入し、ユ・ビョンハ機長にピストルを突きつけ北朝鮮に向かうように脅迫したという。人質になった人々は、北朝鮮の戦闘機3機が宣徳から平壌までエスコート飛行し、諜報員は平壌に着くと軍関係者に迎えられ、車で走り去ったこと、また、乗客乗員50人は飛行機から降ろされる前に目隠しされたことを証言している。
その後、1970年2月14日、搭乗者のうち乗客39人（男性32人、女性7人）を板門店経由で送還したが、乗務員4名と乗客7名の計11人が未帰還のまま拉致された。拉致されたのは、以下の11名である。
- 機長: ユ・ビョンハ（38歳）
- 副操縦士: チェ・ソクマン (37歳)
- 乗務員: チョン・ギョンスク (24歳)
- 乗務員: ソン・ギョンフィ (23歳)
- 乗客（印刷所）: イ・ドンギ (49歳)
- 乗客（アナウンサー）: ファン・ウォン (32歳)
- 乗客（記者）: キム・ボンジュ (27歳)
- 乗客（病院長）: チェ・ホンドク (37歳)
- 乗客（会社員）: イム・チョルス (49歳)
- 乗客（飲食業）: チャン・ギヨン (40歳)
- 乗客（韓国スレート）: チェ・ジョンウン (28歳)

航空機自体もまだ行方不明のままである。1970年3月9日、当時の韓国大統領朴正煕は、国際連合のウ・タント事務総長に旅客機の乗客11名の失踪に関する書簡を送ったが、国連は北朝鮮に圧力を加える力がないという構えを見せ、拉致被害者はいまだ取り戻せない状況にある。